# Canottaggio ai Giochi della IX Olimpiade - Singolo maschile
La competizione del singolo maschile dei Giochi della IX Olimpiade si è svolta dal 3 al 10 agosto 1928 a Sloten, Amsterdam.

## Risultati

### 1 turno
Si disputò il 3 agosto i vincitori al secondo turno, i perdenti ai recuperi.
| Pos. | Atleta            | Nazione       | Tempo  |
| ---- | ----------------- | ------------- | ------ |
| 1    | David Collet      | Gran Bretagna | 8'29"6 |
| 2    | Édouard Candeveau | Svizzera      | 8'35"8 |

| Pos. | Atleta              | Nazione   | Tempo  |
| ---- | ------------------- | --------- | ------ |
| 1    | Henry Robert Pearce | Australia | 7'55"8 |
| 2    | Walter Flinsch      | Germania  | 8'21"8 |

| Pos. | Atleta          | Nazione     | Tempo  |
| ---- | --------------- | ----------- | ------ |
| 1    | Joe Wright, Jr. | Canada      | 7'57"8 |
| 2    | Bert Gunther    | Paesi Bassi | 7'58"4 |

| Pos. | Atleta          | Nazione | Tempo  |
| ---- | --------------- | ------- | ------ |
| 1    | Victor Saurin   | Francia | 8'09"2 |
| 2    | Jacques Mottard | Belgio  | 8'14"8 |

| Pos. | Atleta          | Nazione   | Tempo  |
| ---- | --------------- | --------- | ------ |
| 1    | Béla Szendey    | Ungheria  | 8'03"2 |
| 2    | Arnold Schwartz | Danimarca | 8'06"0 |

| Pos. | Atleta         | Nazione     | Tempo  |
| ---- | -------------- | ----------- | ------ |
| 1    | Ken Myers      | Stati Uniti | 8'14"2 |
| 2    | Hendrik de Kok | Sudafrica   | 8'19"2 |

| Pos. | Atleta            | Nazione        | Tempo  |
| ---- | ----------------- | -------------- | ------ |
| 1    | Josef Straka, Sr. | Cecoslovacchia | 8'05"2 |
| -    | Kinichiro Ishii   | Giappone       | DNF    |

| Pos. | Atleta                  | Nazione | Tempo  |
| ---- | ----------------------- | ------- | ------ |
| 1    | Michelangelo Bernasconi | Italia  | 8'02"0 |

### Recuperi 1 turno
Si disputarono il 4 agosto i vincitori al secondo turno.
| Pos. | Atleta          | Nazione   | Tempo  |
| ---- | --------------- | --------- | ------ |
| 1    | Arnold Schwartz | Danimarca | 8'20"2 |
| 2    | Walter Flinsch  | Germania  | 8'23"4 |

| Pos. | Atleta          | Nazione     | Tempo  |
| ---- | --------------- | ----------- | ------ |
| 1    | Bert Gunther    | Paesi Bassi | 8'11"6 |
| 2    | Jacques Mottard | Belgio      | 8'17"0 |

| Pos. | Atleta            | Nazione   | Tempo  |
| ---- | ----------------- | --------- | ------ |
| 1    | Édouard Candeveau | Svizzera  | 8'28"6 |
| 2    | Hendrik de Kok    | Sudafrica | 8'50"0 |

### 2 turno
Si disputò il 5 agosto i vincitori ai quarti di finale, i perdenti che non hanno disputato il precedente recupero ai recuperi.
| Pos. | Atleta       | Nazione     | Tempo  |
| ---- | ------------ | ----------- | ------ |
| 1    | Bert Gunther | Paesi Bassi | 8'23"8 |
| 2    | Béla Szendey | Ungheria    | 8'33"8 |

| Pos. | Atleta            | Nazione        | Tempo  |
| ---- | ----------------- | -------------- | ------ |
| 1    | Josef Straka, Sr. | Cecoslovacchia | 8'36"4 |
| 2    | Joe Wright, Jr.   | Canada         | 8'45"0 |

| Pos. | Atleta              | Nazione   | Tempo  |
| ---- | ------------------- | --------- | ------ |
| 1    | Henry Robert Pearce | Australia | 7'28"0 |
| 2    | Arnold Schwartz     | Danimarca | 7'47"6 |

| Pos. | Atleta       | Nazione       | Tempo  |
| ---- | ------------ | ------------- | ------ |
| 1    | Ken Myers    | Stati Uniti   | 7'46"8 |
| 2    | David Collet | Gran Bretagna | 7'56"4 |

| Pos. | Atleta                  | Nazione | Tempo  |
| ---- | ----------------------- | ------- | ------ |
| 1    | Victor Saurin           | Francia | 8'38"2 |
| 2    | Michelangelo Bernasconi | Italia  | 9'10"2 |

| Pos. | Atleta            | Nazione  | Tempo  |
| ---- | ----------------- | -------- | ------ |
| 1    | Édouard Candeveau | Svizzera | 9'06"6 |

### Recuperi 2 turno
Si disputarono il 6 agosto i vincitori ai quarti di finale.
| Pos. | Atleta              | Nazione       | Tempo  |
| ---- | ------------------- | ------------- | ------ |
| 1    | Henry Robert Pearce | Australia     | 7'01"8 |
| 2    | David Collet        | Gran Bretagna | 7'08"6 |

| Pos. | Atleta       | Nazione     | Tempo  |
| ---- | ------------ | ----------- | ------ |
| 1    | Ken Myers    | Stati Uniti | 7'14"2 |
| 2    | Bert Gunther | Paesi Bassi | 7'18"0 |

### Quarti di finale
Si disputarono il 7 agosto i vincitori alle semifinali.
| Pos. | Atleta          | Nazione       | Tempo  |
| ---- | --------------- | ------------- | ------ |
| 1    | David Collet    | Gran Bretagna | 7'52"2 |
| 2    | Joe Wright, Jr. | Canada        | 7'57"6 |

| Pos. | Atleta            | Nazione        | Tempo  |
| ---- | ----------------- | -------------- | ------ |
| 1    | Bert Gunther      | Paesi Bassi    | 7'57"4 |
| 2    | Josef Straka, Sr. | Cecoslovacchia | 8'04"8 |

| Pos. | Atleta            | Nazione     | Tempo  |
| ---- | ----------------- | ----------- | ------ |
| 1    | Ken Myers         | Stati Uniti | 8'05"6 |
| 2    | Édouard Candeveau | Svizzera    | 8'11"0 |

| Pos. | Atleta              | Nazione   | Tempo  |
| ---- | ------------------- | --------- | ------ |
| 1    | Henry Robert Pearce | Australia | 7'42"8 |
| 2    | Victor Saurin       | Francia   | 8'11"8 |

### Semifinali
Si disputarono l'8 agosto.
| Pos. | Atleta              | Nazione       | Tempo  |
| ---- | ------------------- | ------------- | ------ |
| 1    | Henry Robert Pearce | Australia     | 7'01"8 |
| 2    | David Collet        | Gran Bretagna | 7'08"6 |

| Pos. | Atleta       | Nazione     | Tempo  |
| ---- | ------------ | ----------- | ------ |
| 1    | Ken Myers    | Stati Uniti | 7'14"2 |
| 2    | Bert Gunther | Paesi Bassi | 7'18"0 |

### Finale 3 posto
Si disputò il 10 agosto.
| Pos.   | Atleta       | Nazione       | Tempo |
| ------ | ------------ | ------------- | ----- |
| Bronzo | David Collet | Gran Bretagna | ND    |
| 4      | Bert Gunther | Paesi Bassi   | ND    |

### Finale 1 posto
Si disputò il 10 agosto.
| Pos.    | Atleta              | Nazione     | Tempo  |
| ------- | ------------------- | ----------- | ------ |
| Oro     | Henry Robert Pearce | Australia   | 7'11"0 |
| Argento | Ken Myers           | Stati Uniti | 7'20"8 |